# Shirley Ann Grau
Shirley Ann Grau, född 8 juli 1929 i New Orleans, Louisiana, död 3 augusti 2020 i Kenner, Louisiana, var en amerikansk författare av romaner och noveller. 
Graus verk utspelar sig huvudsakligen i den Djupa Södern, och utforskar ämnen som ras och kön. Hon tillbringade en stor del av sin barndom på Alabamas landsbygd tillsammans med sin mor. Hon tog examen vid Newcomb College, Tulane University 1950.